# Bristol Freighter
Bristol Type 170 Freighter byl britský celokovový dvoumotorový transportní hornoplošník s pevným ostruhovým podvozkem.

## Vznik

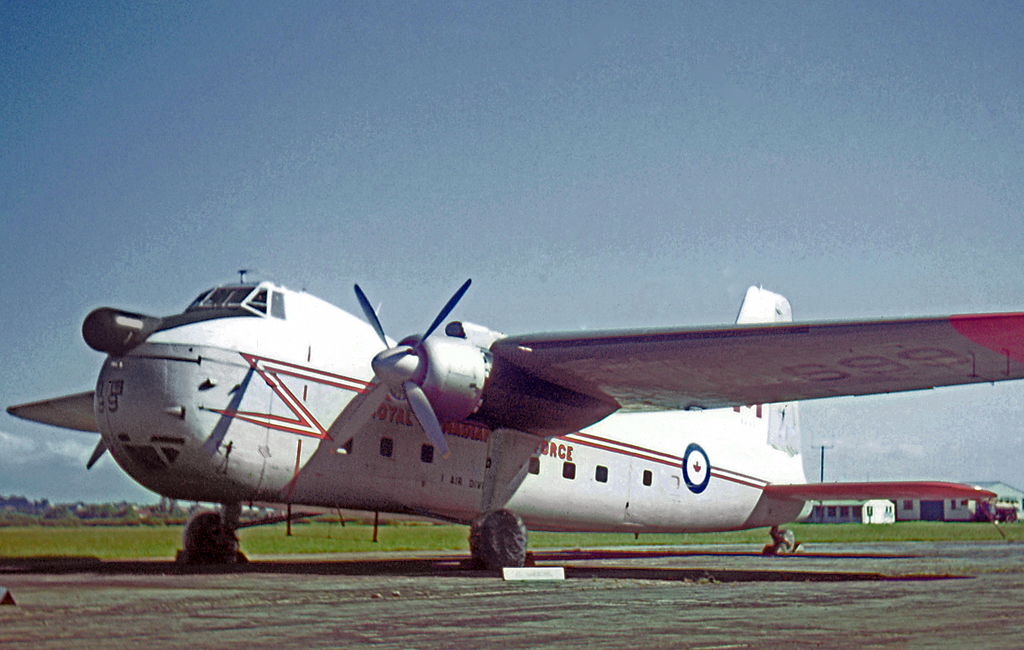
Bristol Freighter Mk.31, RCAF, Langar Notts, 1966

Na konci druhé světové války vyvíjela společnost Bristol dopravní letoun pro výsadky v džunglích, který by mohl přistávat a vzlétat na malých letištích s požadavkem na snadnou ovladatelnost. Práce na stroji Bristol 170 pokračovaly i po skončení války s očekávaným uplatněním na trhu místní osobní a nákladní dopravy.
Prototypová výroba zahrnovala dva stroje stavěné současně. Nákladní Freighter Mk.I s rozevíratelnými vraty v přídi trupu určený pro 4500 kg nákladu a dopravní Wayfarer Mk.II pro 34 pasažérů bez vrat, ale s bočními vstupními dveřmi.

## Vývoj
První prototyp (imatrikulace G-AGPV) byl zalétán 2. prosince 1945 zcela bez vybavení. Druhý prototyp (G-AGVB) poprvé vzlétl 30. dubna 1946 a představoval již sériovou verzi Wayfarer Mk.IIA. Jeho letové vlastnosti byly natolik dobré, že v květnu obdržel neomezené osvědčení pro přepravu osob.
Skutečným prototypem typu Freighter Mk.I byl až třetí vyrobený stroj (G-AGCV), který provedl svůj první let 23. června 1946. Stejně jako předešlé dva exempláře měl instalovanou dvojici pohonných jednotek Bristol Hercules 632 s výkonem po 1231 kW, které roztáčely čtyřlisté vrtule. Bristol se pak rozhodl uvést obě verze do sériové výroby.
V roce 1947 vznikla verze Freighter Mk.XI se zvětšeným rozpětím a nosnou plochou křídla, které mělo rovné konce nahrazeny polokruhovými.

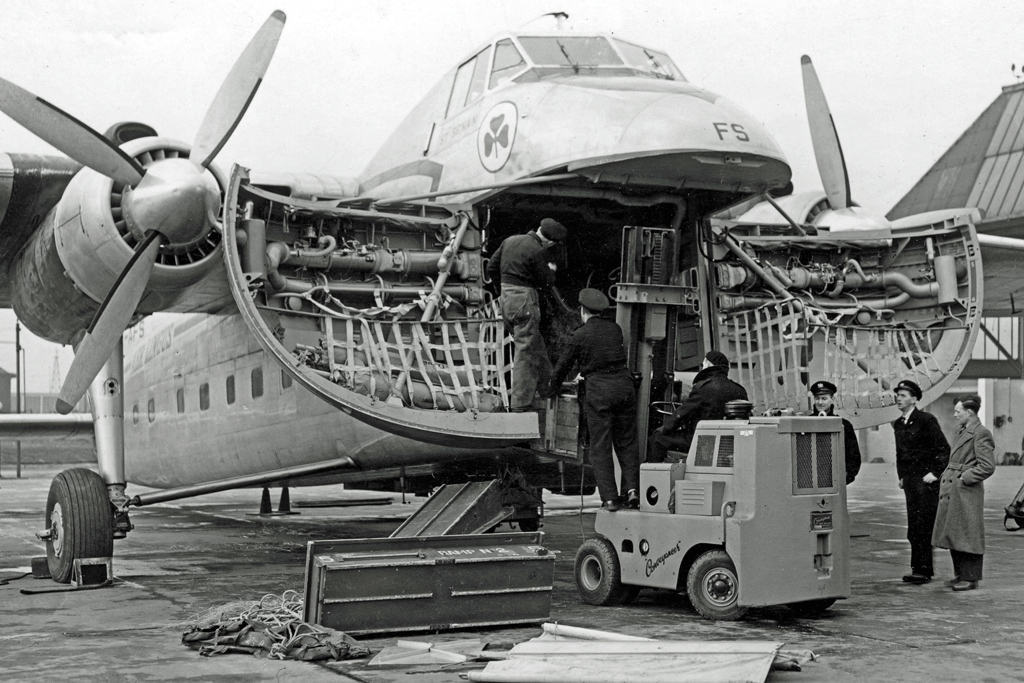
Bristol Type 170 Freighter Mk.31 (EI-AFS), Air Lingus, 1952

Po montáži výkonnějších motorů Bristol Hercules 672 po 1242 kW a zvětšení vzletové hmotnosti se letouny vyráběly pod označením Freighter Mk.21. Dodávaly se na přání zákazníka s otevíratelnou přídí nebo bez ní, fotografickou výbavou, jako vojenské i civilní.
Po dvou haváriích v květnu 1949 a březnu 1950 při stoupavém letu s jedním zastaveným motorem byla vyztužena ocasní partie a SOP byla protažena do hřbetu trupu. Se současnou montáží pohonných jednotek Bristol Hercules 734 po 1455 kW tak vznikla verze Freighter Mk.31.
Po přestěhování výroby z Filtonu do Old Mixonu byla zahájena produkce verze Freighter Mk.32 s prodlouženým trupem pro tři osobní vozy s cestujícími.
Do ukončení výroby v roce 1958 bylo vyrobeno 214 letounů, z toho pouze 16 typu Wayfarer. Z nich bylo ještě pro velký zájem později upraveno 12 kusů na verzi Freighter.
V roce 1958 byl ještě jeden letoun upraven na verzi Bristol Super Wayfarer pro 60 cestujících na trasy přes Kanál.

## Nasazení

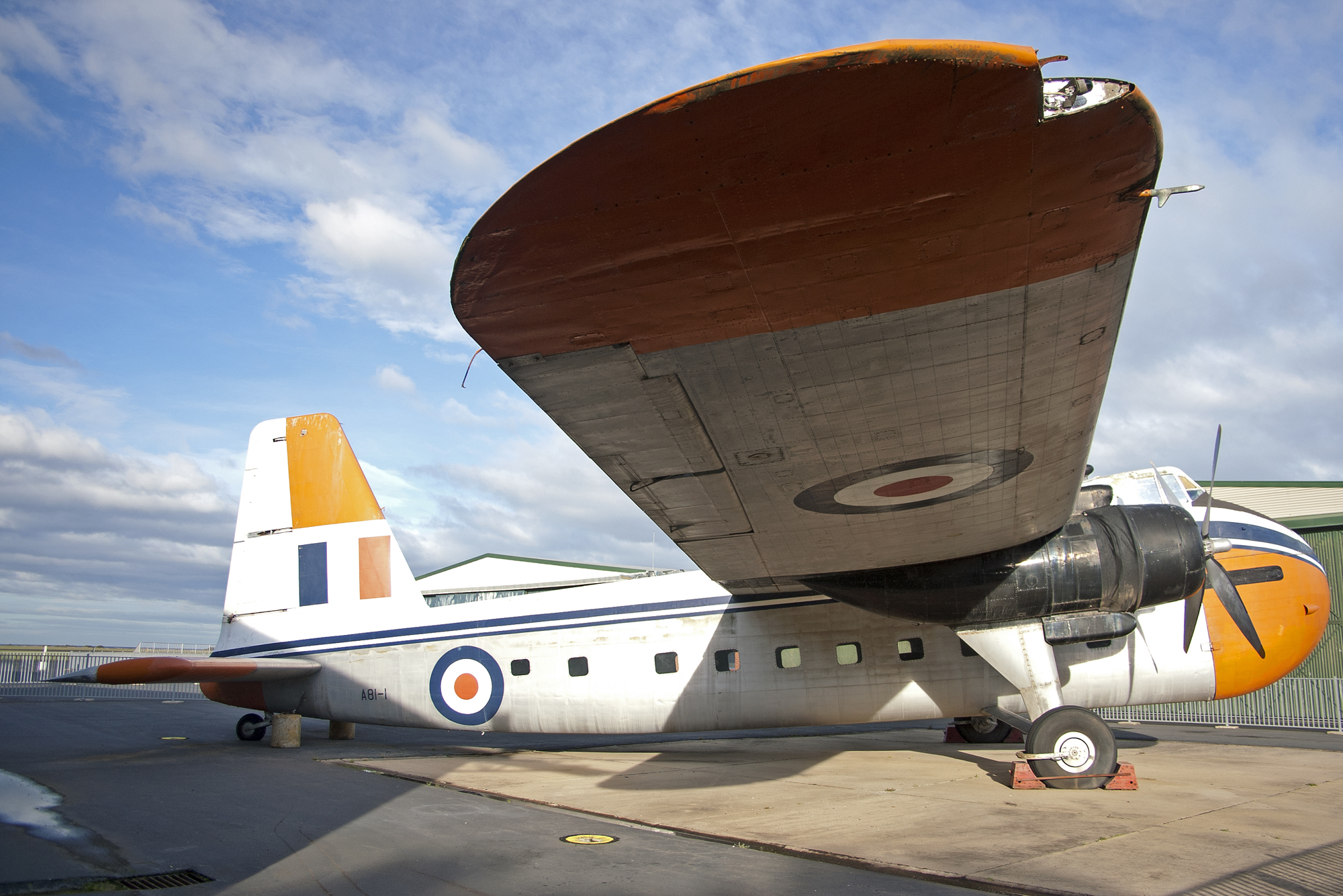
Bristol Freighter (A81-1), RAAF

Prvním zákazníkem se stala letecká společnost Channel Island Airways, která druhý vyrobený letoun G-AGVB nasadila na své linky 9. května 1946. Za šest měsíců přepravil 10 000 osob na rekreačních tratích na ostrovy v kanálu La Manche.
Třetí vyrobený Bristol Type 170 G-AGCV již v srpnu přelétl do Kanady, kde jej testovali různí přepravci. Následně ve Venezuele předváděl dopravu hovězího masa z vnitrozemí k přístavům.
První letouny ověřovací série Freighteru Mk.I si pronajímaly menší společnosti pro dopravu ovoce, masa, závodních koní a živého dobytka.
Prvním vojenským odběratelem patnácti kusů verze Freighter Mk.IA se stalo argentinské letectvo, poté následovaly soukromé dopravní společnosti.
S letouny Freighter Mk.21 zahájila provoz společnost Silver City Airways v červenci 1948. Přepravovala s nimi automobily a jejich cestující z Velké británie na evropskou pevninu a zpět. Let trval 25 minut a stroj nesl dva automobily i s jejich posádkami, které měly vyhrazenu oddělenou kabinu. Za 10 let tento dopravce přepravil při 125 000 letech 215 000 vozidel, 70 000 motocyklů a kol a 759 000 osob.

## Specifikace (Freighter Mk.21)

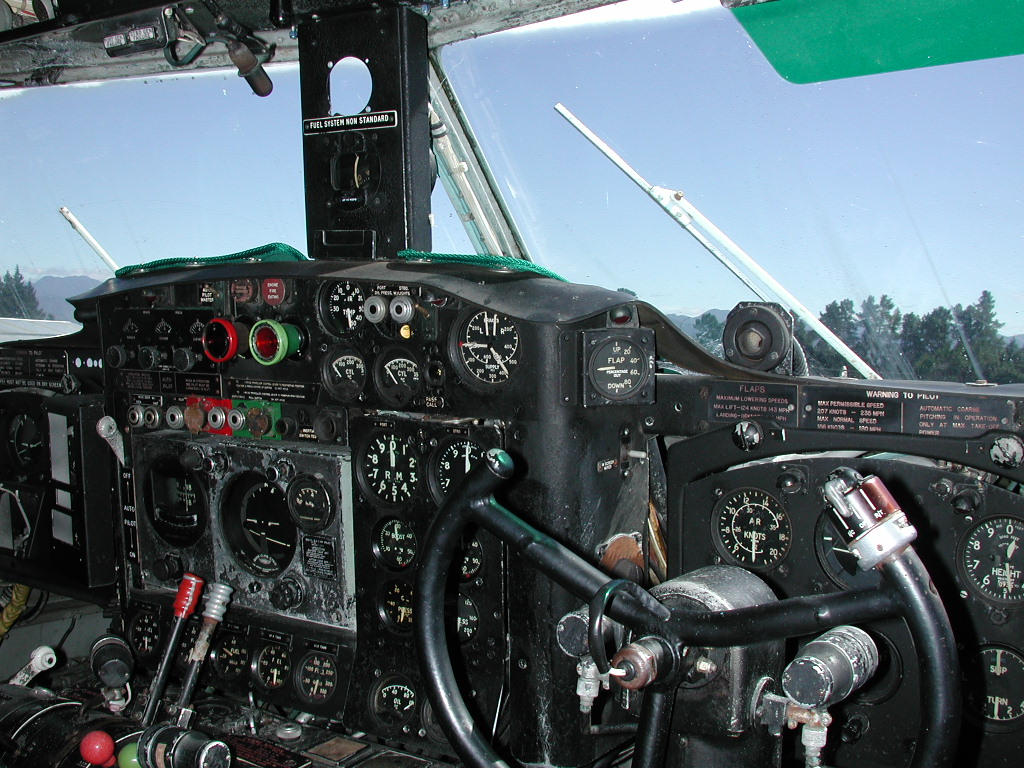
Dvoumístný kokpit Bristolu Freighter

Údaje podle

### Technické údaje
- Rozpětí: 32,94 m
- Délka: 20,84 m
- Nosná plocha: 130,70 m²
- Hmotnost: 12 024 kg
- Vzletová hmotnost: 18 160 kg
- Pohonná jednotka:

### Výkony
- Maximální rychlost: 314 km/h
- Cestovní rychlost: 265 km/h
- Stoupavost u země: 5,1 m/s
- Dostup: 6 405 m
- Dolet: 788 km